# Off the Trolley
Off the Trolley er en amerikansk stumfilm fra 1919.

## Medvirkende
- Harold Lloyd
- Snub Pollard
- Bebe Daniels
- Sammy Brooks
- Billy Fay